# Налёт на Норфолк 19—20 января 1915 года

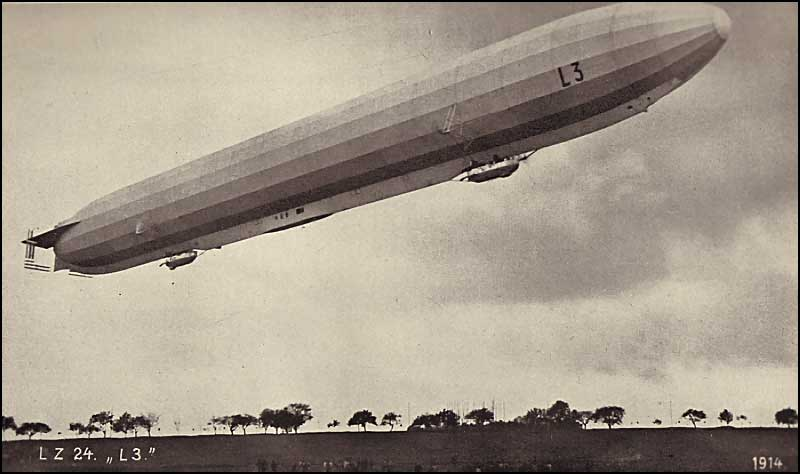
L.3 в 1914 году

Налёт на Норфолк 19—20 января 1915 года — первая в истории и в ходе Первой мировой войны воздушная бомбардировка Германией Британских островов. Налёт дирижаблей L.3 и L.4 на прибрежные города Норфолка, организованный воздухоплавательным дивизионом Кайзерлихмарине, не нанёс британцам существенного вреда.

## План операции
В 1914 году флот германских цеппелинов представлял собой единственную силу, способную угрожать британцам на их территории. Кайзер долгое время не решался дать добро на бомбардировки Британских островов; в декабре 1914 года и в первые недели января 1915 года действия немецких дирижаблей ограничивались разведывательными полётами вдоль британского побережья. В начале января, после переговоров с адмиралами, кайзер разрешил Гуго фон Полю нанести удар по избранным военным целям в Англии, но оставил в силе запрет на бомбардировку Лондонa.
Первый боевой налёт силами трёх цеппелинов — L.3 (заводской номер LZ-24) под командованием капитан-лейтенанта Йоганна Фритце, L.4 (LZ-27) капитан-лейтенанта графа Магнуса фон Платен-Халлермунда, и L.6 (LZ-31) Хорста фон Буттлар-Бранденфельса — был назначен на 19-20 января. Однотипные машины М-класса длиной 158 м и объёмом 73 тысячи кубометров развивали скорость до 53 узлов. На борту каждого цеппелина находились 16 человек экипажа, восемь 50-килограммовых фугасных бомб, десять или одиннадцать 10-килограммовых зажигательных бомб и запас топлива на 30 часов. Командующий операцией, начальник дивизиона дирижаблей ВМФ фрегаттенкапитан Петер Штрассер разместился на L.6. По плану операции флагманский L.6, базировавшийся в Нордхольце, должен был повести базировавшиеся в Фюльсбюттеле L.3 и L.4 к юго-восточному побережью Англии. Из-за несовершенства тогдашней навигационной техники, не позволявшей надёжно ориентироваться над морем, маршрут был проложен вдоль германского и голландского побережья Северного моря, в виду неприятельских кораблей; затем дирижаблям следовало совершить короткий бросок к северу. Достигнув побережья Англии, отряд должен был разделиться: L.6 отправлялся бомбардировать военно-морские объекты в устье Темзы, L.3 и L.4 — объекты в устье Хамбера.

## Бомбардировка

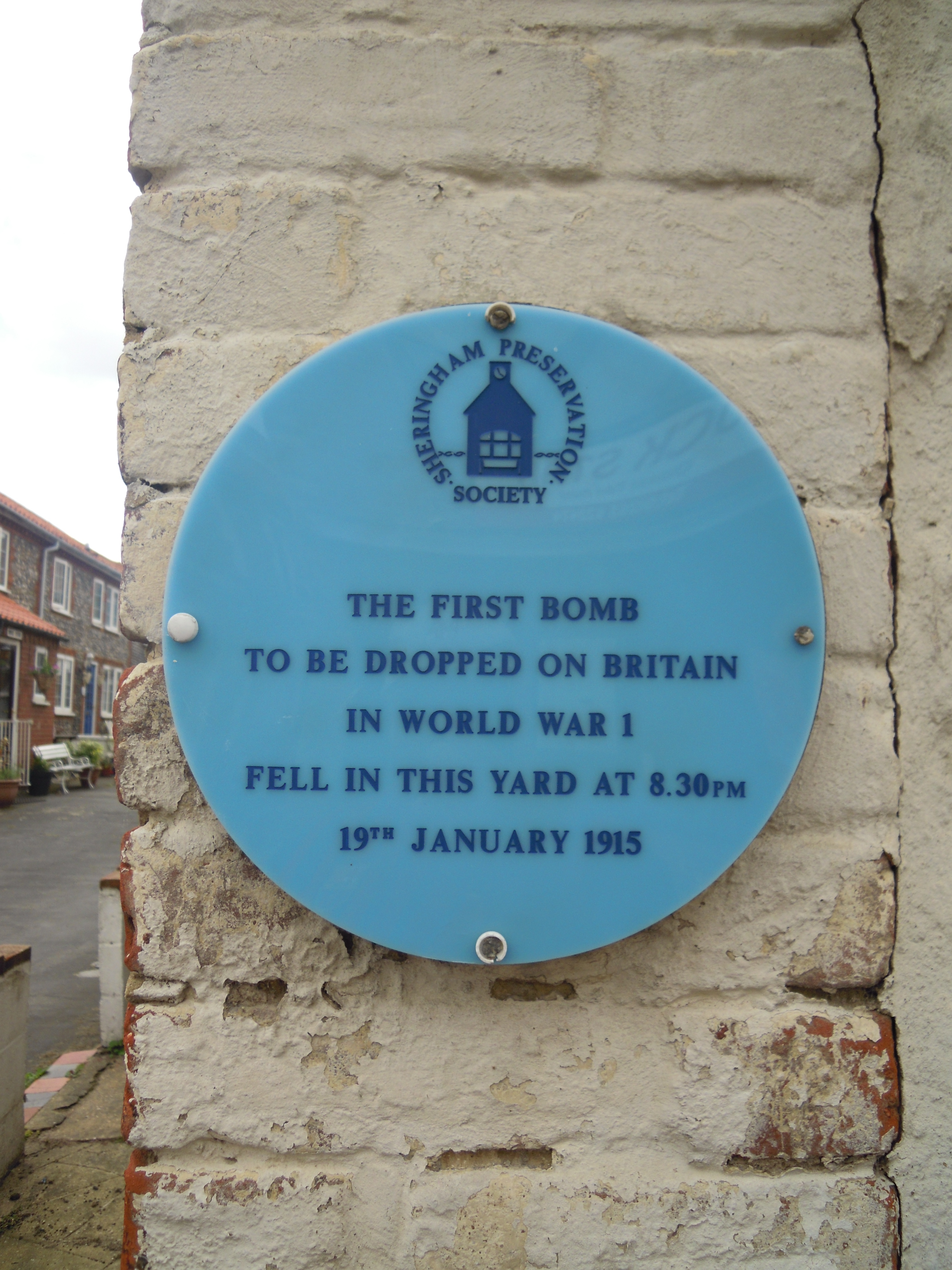
Мемориальная доска в Шерингеме на месте первой упавшей бомбы

Утром 19 января три дирижабля благополучно взлетели, но на полпути отказал один из трёх моторов L.6. Штрассер и фон Буттлар сочли, что на двух моторах обледеневшая машина не долетит до целей, и вернулись на базу. L.3 и L.4 продолжили полёт и в 19:55 достигли побережья Норфолка у маяка Хейсборо. Британский дозорный, первым обнаруживший дирижабли, сообщал, что в вечернем небе над морем «двигались две яркие звезды, всего в тридцати ярдах друг от друга». На подлёте к побережью дирижабли разделились: L.4 отправился вдоль берега на северо-запад к Шерингему, L.3 свернул к югу, к Грейт-Ярмуту.
L.3 сбросил первую зажигательную бомбу около 20:15. Бомба угодила в полузатопленный сарай и не нанесла никакого вреда. Приблизившись к Грейт-Ярмуту, L.3 сбросил осветительную ракету на парашюте. Население в панике сочло, что враг просвечивает город прожекторами, местный гарнизон открыл ружейный огонь. Над городом L.3 начал сбрасывать бомбы на жилые кварталы, а затем на ярмутский порт. В городе от взрывов погибли двое случайных прохожих и были разрушены несколько домов; военные объекты не пострадали. Среди примерно десятка раненых был лишь один солдат территориальной обороны, остальные — гражданские лица. В порту был повреждён рыболовный катер и разрушено здание рыбного рынка, военно-морское имущество вновь не пострадало. После бомбардировки, продолжавшейся около десяти минут, L.3 развернулся, прошёл вдоль берега к Шерингему и около 22:00 отправился на базу.
L.4 прошёл на малой высоте на городком Кромер, едва не зацепив шпиль церкви и трубу электростанции, и вскоре после 20:35 сбросил две зажигательные бомбы на Шерингем. Обе попали в жилые кварталы, люди не пострадали. Затем Халлермунд проследовал над морем к западу, до входа в залив Уош. Около 21:50 L.4 вновь пересёк береговую линию близ Торнхема и направился вглубь английской территории, сбрасывая бомбы на попутные городки и деревеньки (опять без последствий). Немецкие газеты утверждали, что доблестные воздухоплаватели обнаружили с воздуха королевский Сандрингемский дворец, и «дали о себе знать королю Георгу»; по английским источникам, в окрестностях дворца не упала ни одна бомба. Вскоре Халлермунд увидел впереди огни большого города, который он принял за Кингстон-апон-Халл в устье Хамбера. На самом деле дирижабль двигался не на север, к Кингстону, а на юг — к городку Кингс-Линн. В рапорте Халлермунд утверждал, что в городе его встретил пушечный и ружейный огонь, поэтому он счёл его достойной «военной целью». Лишь одна из сброшенных на Кингc-Линн бомб попала в промышленный объект, все остальные разорвались в жилых кварталах, убив двух человек и ранив 13. После примерно десятиминутной бомбардировки L.4 повернул на восток, проследовал над Нориджем к Ярмуту и около 3:00 20 января покинул воздушное пространство Англии.

## Последствия

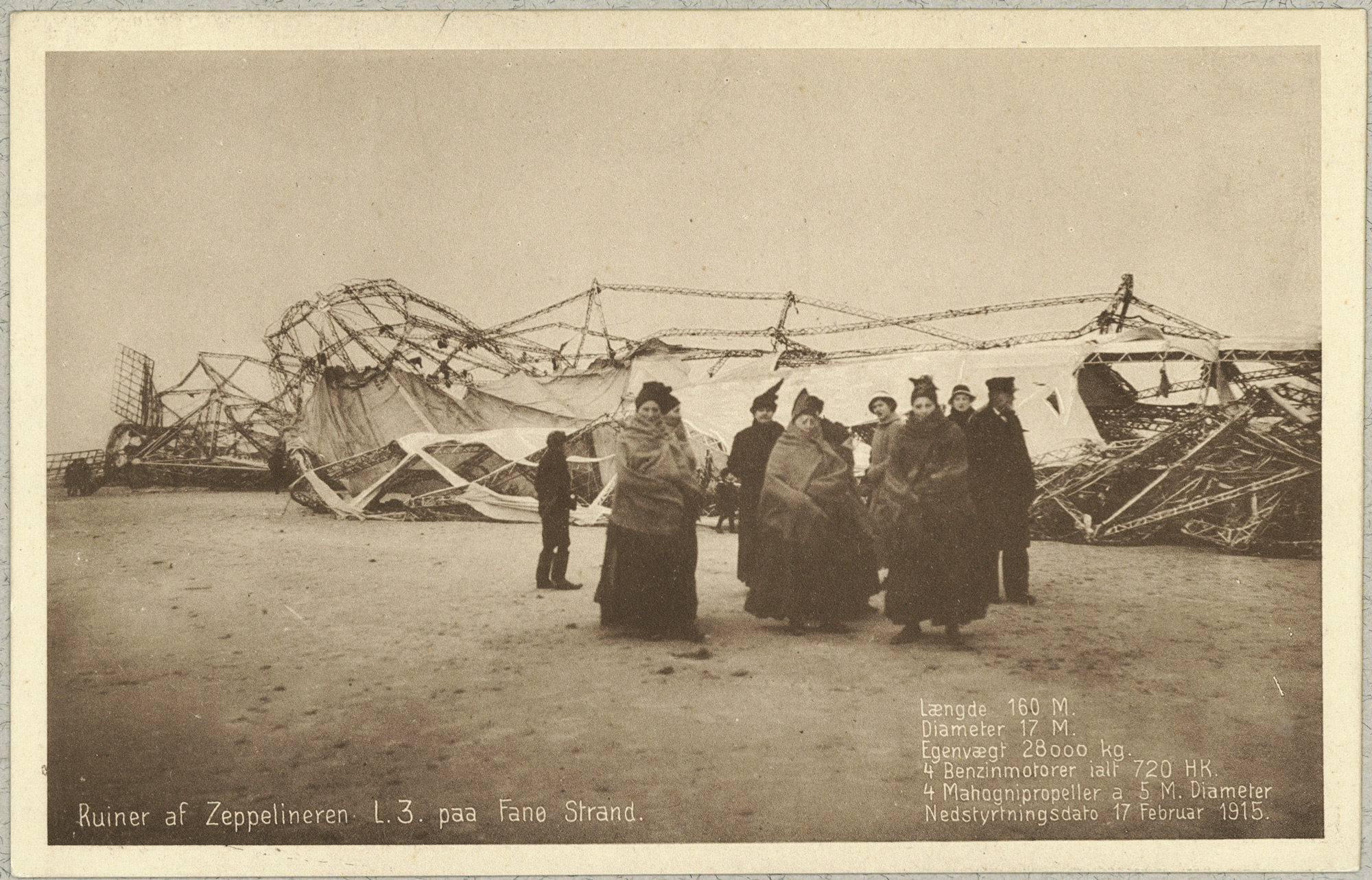
Сгоревший остов L.3 на острове Фанё

L.3 и L.4 благополучно вернулись на базу, все участники рейда были награждены Железными крестами. На публике кайзер и официальные пропагандисты восхваляли «доблестных воздухоплавателей»; внутри германского руководства отношение к рейду было скорее раздражённым. Министр-президент Беттман-Гольвег, ожидавший неприязненной реакции прессы и правительств нейтральных государств (прежде всего США), открыто укорял Поля за бесполезное нападение на гражданское население. Действительно, американская пресса единодушно осудила «гуннов-детоубийц» (англ. baby killer huns).
Через месяц после налёта на Норфолк оба цеппелина разбились во время шторма на территории Дании. L.3 совершил вынужденную жёсткую посадку на острове Фанё; никто из экипажа не пострадал. Фритце распорядился сжечь ставший беспомощным дирижабль. L.4 разбился в тот же день на косе Блавандсхук, при крушении погибло четыре человека. Все выжившие были интернированы в Дании до конца войны; Халлермунд в 1917 году сумел бежать в Финляндию.